# Villalar de los Comuneros
Villalar de los Comuneros es un municipio y localidad española de la provincia de Valladolid, en la comunidad autónoma de Castilla y León. Es célebre porque en sus alrededores tuvo lugar la batalla que supuso la derrota de los Comuneros de Castilla el 23 de abril de 1521.
Cada 23 de abril se celebra en Villalar de los Comuneros la fiesta de Castilla y León.

## Geografía
Integrado en la comarca de Tierra del Vino de la provincia de Valladolid, se sitúa a 42 kilómetros de la capital provincial. El término municipal está atravesado por la Autovía del Duero (A-11), por la carretera nacional N-122, entre los pK 403 y 407, y por carreteras locales que permiten la comunicación con Bercero, Marzales y Pedrosa del Rey.
El relieve del municipio es prácticamente llano, estando atravesado por el río Hornija, que discurre desde Marzales hacia Pedrosa del Rey. La altitud oscila entre los 730 metros en el extremo noroccidental y los 690 metros a orillas del río Hornija. El pueblo se alza a 705 metros sobre el nivel del mar.
| Noroeste: Mota del Marqués | Norte: Marzales                         | Noreste: Bercero               |
| Oeste: Pedrosa del Rey     |                                         | Este: Bercero                  |
| Suroeste: Pedrosa del Rey  | Sur: Torrecilla de la Abadesa (exclave) | Sureste: Tordesillas (exclave) |

## Historia

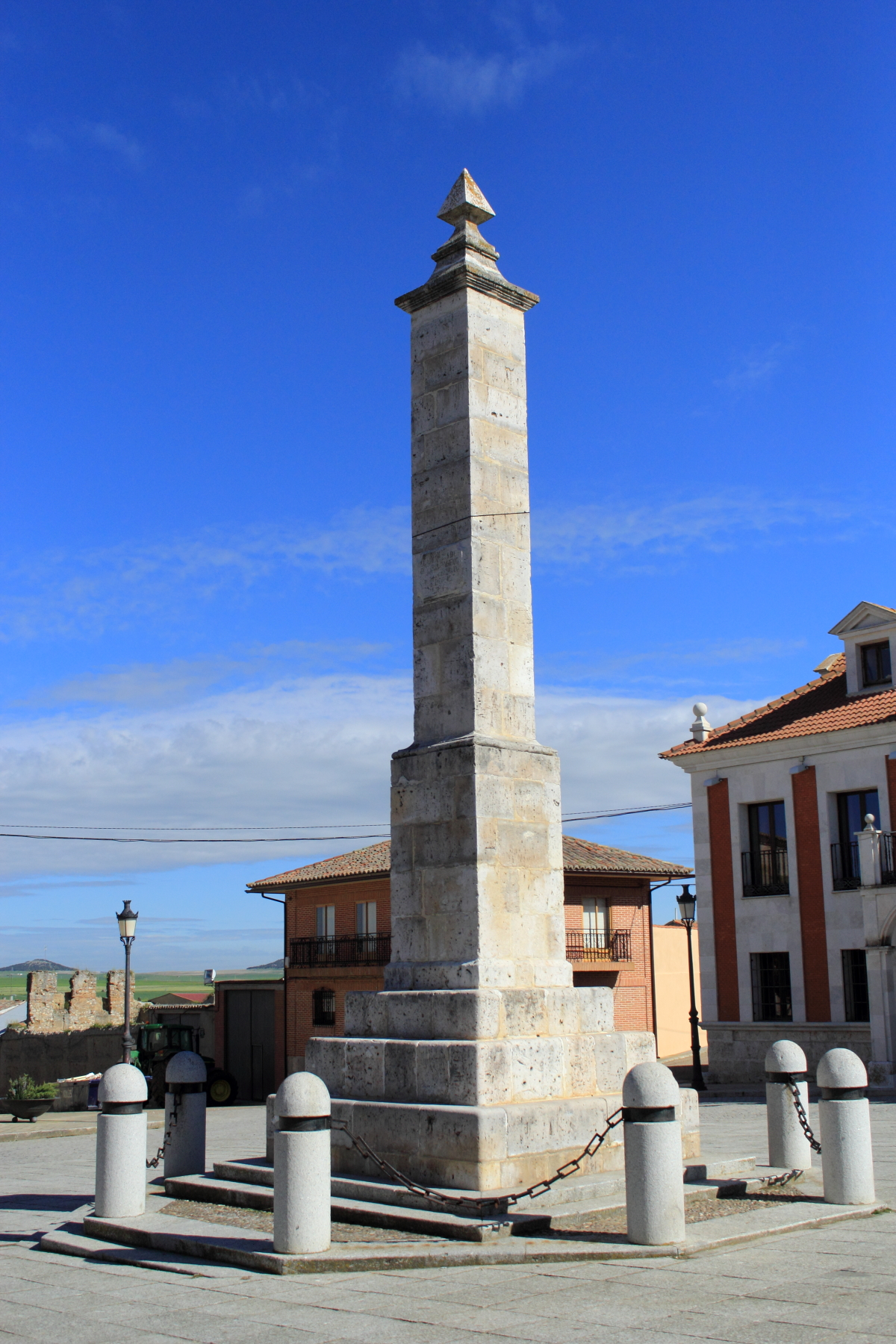
Monolito en la plaza Mayor, en recuerdo de la batalla de Villalar

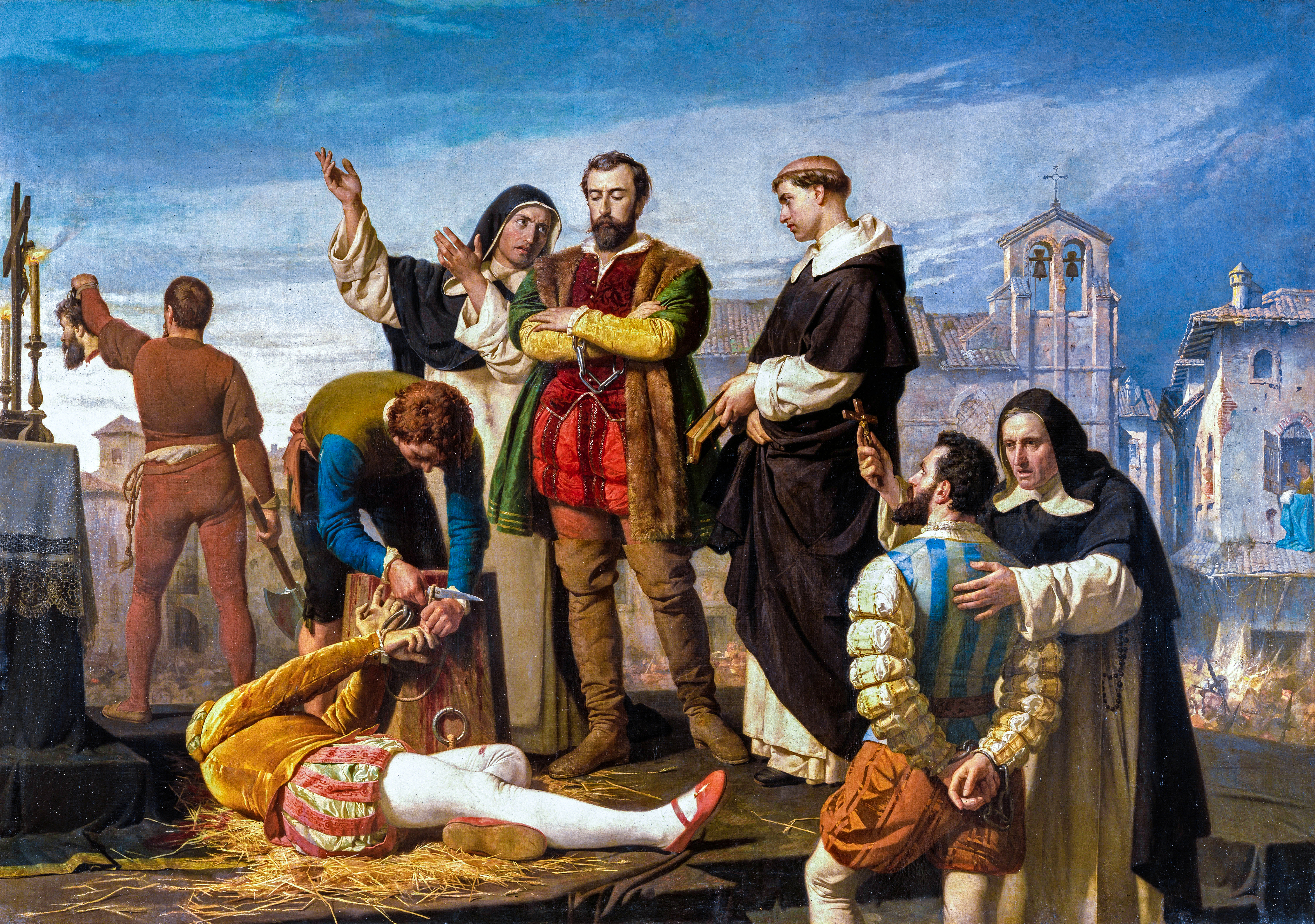
Ejecución de los comuneros de Castilla en Villalar el 24 de abril de 1521, visto por Antonio Gisbert, año 1860

Durante la repoblación se la conoció por Villalakt y en la Edad Media por Villa Lalle. Durante este tiempo tuvo cierta relevancia. Hay referencias documentales que en 1230 fue visitada por Fernando III el Santo y su madre Berenguela. También se sabe que perteneció a
la Orden de Santiago y al Infantazgo de Valladolid. Eclesiásticamente perteneció a la diócesis de Zamora.
El hecho más relevante, y al que debe parte de su nombre, fue la batalla de Villalar, que se libró en el paraje conocido como Puente de Fierros, a las afueras de la localidad, el 23 de abril de 1521 y que puso fin a la guerra de las Comunidades de Castilla que enfrentaba al rey Carlos V contra los comuneros, campesinos, nobles, eclesiásticos y burgueses sublevados por la excesiva presión fiscal impuesta por el monarca y la pobre participación de Castilla en la política imperial.
Los sublevados constituyeron una «Junta Comunera» (su nombre fue Santa Junta) en Ávila que poco después se instauró en Tordesillas, donde estaba encerrada la madre de Carlos V, Juana I de Castilla, llamada «la Loca», quien había sido inhabilitada para el trono por su supuesta locura. Los comuneros decían tener la aprobación de Juana para la constitución de Cortes.
Las tropas comuneras, comandadas por el capitán general Juan de Padilla, se retiraron hasta Torrelobatón y de allí tenían la decisión de llegar a Toro pero a la altura de Villalar, en el paraje conocido actualmente como Puente del Fierro, son alcanzadas por el ejército real y derrotadas, siendo detenidos sus líderes, Juan de Padilla, Juan Bravo y Francisco Maldonado. Estos son ajusticiados el día siguiente en la plaza del pueblo y sus cabezas expuestas en el rollo o picota del mismo.
Los hechos fueron recordados por dos monolitos, uno ubicado en la plaza del pueblo y otro en el lugar de la batalla. Villalar comenzó a denominarse «de los Comuneros» y a considerarse como cuna del nacionalismo castellano y símbolo de la lucha de los pueblos por la libertad. A finales del siglo XIX se comienza a desarrollar un sentimiento nacionalista que culmina con la primera Fiesta de los Comuneros celebrada el 23 de abril de 1889.
En 1920, el Ayuntamiento de Santander propuso que las corporaciones castellanas celebrasen el IV Centenario de los Comuneros de Castilla. Asimismo, la Casa de Palencia acordó en 1923 «que el 23 de abril próximo vayan todas las representaciones de Castilla a los campos de Villalar, a jurar el Santo Grial castellano, ante el escenario de la rota Villalar (…)».
En 1932 adopta oficialmente el «de los Comuneros».
En 1976, organizado por el Instituto Regional de Castilla y León se recupera la misma (aunque en aquella ocasión fue un 25 de abril) que se convierte en el Día de la Comunidad, tornándose en carácter oficial. Cuando se decide que la celebración del Día de la Comunidad, pasa a celebrarse, con carácter rotatorio, en las diversas capitales provinciales, la Fiesta de los Comuneros vuelve a tomar carácter reivindicativo.

### SigloXIX
Así se describe a Villalar de los Comuneros en la página 161 del tomo XVI del Diccionario geográfico-estadístico-histórico de España y sus posesiones de Ultramar, obra impulsada por Pascual Madoz a mediados del siglo XIX:

VILLALAR

Villa con ayuntamiento en la provincia, audiencia territorial y capitanía general de Valladolid (7 leguas), partido judicial de La Mota del Marqués (1), diócesis de Zamora (6).
Situada sobre un pequeño cerro, a la margen izquierda del río Hornija, en la carretera que conduce de Tordesillas a Toro, goza de buena ventilación y su clima es propenso a tabardillos y fiebres intermitentes malignas.
Tiene 180 casas, la consistorial, un rollo o columna, tristemente célebre porque en él se clavaron las cabezas de los jefes de los comuneros Padilla, Bravo y Maldonado, cuyos restos mortales que yacían al pie de dicho rollo, fueron exhumados en el año de 1821 y colocados en una urna, se depositaron en una de las parroquias de la villa y luego fueron trasladados a la catedral de Zamora; hay escuela de instrucción primaria, de 4.ª clase, dotada con al de reglamento; dos iglesias parroquiales (Santa María y San Juan).
Confina el término con los de Vega de Val de Tronco, Torrecilla del Río, Marzales y Pedrosa del Rey.
El terreno, bañado por el Hornija, es arenisco, flojo y de mediana calidad.
Caminos: los locales y la indicada carretera.
El correo se recibe y despacha en La Mota.
Producciones: cereales, vino y muchas legumbres; se cría ganado lanar y mular.
Industria: la agrícola.
Comercio: exportación del sobrantes de frutos, e importación de los artículos que faltan.
Población: 136 vecinos, 756 almas.
Capital productivo: 1 261 200 reales. Imponible: 126 120.

Es célebre por la batalla que se dio en sus campos entre las fuerzas reales y las de las Comunidades, el 23 de abril de 1521; siendo esta acción el golpe de muerte a aquel alzamiento y costando la vida a innumerables, con los valientes capitanes Juan de Padilla, Juan Bravo y Francisco Maldonado, quienes hechos prisioneros fueron luego decapitados.

## Demografía
Cuenta con una población de 490 habitantes (INE 2024).
| Gráfica de evolución demográfica de Villalar de los Comuneros entre 1842 y 2021 |
| |
| Población de derecho según los censos de población del INE Población de hecho según los censos de población del INEEn estos censos se denominaba Villalar: 1842, 1857, 1860, 1877, 1887, 1897, 1900, 1910 y 1920 |

## Economía
La economía de Villalar está basada desde siempre, en la agricultura. Los cultivos son de secano completándose con algo de regadío procedente de pozos. Se produce trigo, alfalfa, maíz, cebada, remolacha y patata, así como legumbres y otros cultivos de huerta. Las labores agrícolas se completan con la ganadería de las que hay rebaños de ovejas y una vaquería. Antiguamente se criaban palomas, todavía son visibles restos de palomares circulares hechos de adobe por los alrededores.
La industria y los servicios son muy escasos. Hay una planta seleccionadora de cereal, otra que funciona como secadero de maíz y de alfalfa, y dos distribuidores de abonos el resto de los servicios quedan reducidos a cubrir las necesidades básicas de los habitantes de Villalar, hay varios bares y dos panaderías. Tordesillas y Valladolid son las poblaciones que dan servicio especializado a Villalar.

## Símbolos
El escudo heráldico y la bandera que representan al municipio fueron aprobados el 30 de mayo de 1997. El blasón del escudo es el siguiente:

«Escudo de forma española, en campo de gules, un rollo de oro, mamposteado de sable; en campaña de azur, dos llaves de oro unidas por eslabones de cadena de oro. Bordura de plata cargada con 8 cruces en gules (de la Orden de Santiago). Al timbre, Corona Real de España.»
Boletín Oficial de Castilla y León n.º 117 de 20 de junio de 1997

La descripción textual de la bandera es la siguiente:

«Bandera cuadrada, de proporción 1:1, de color carmesí, y en su centro el escudo municipal, en sus colores.»
Boletín Oficial de Castilla y León n.º 117 de 20 de junio de 1997

## Administración y política

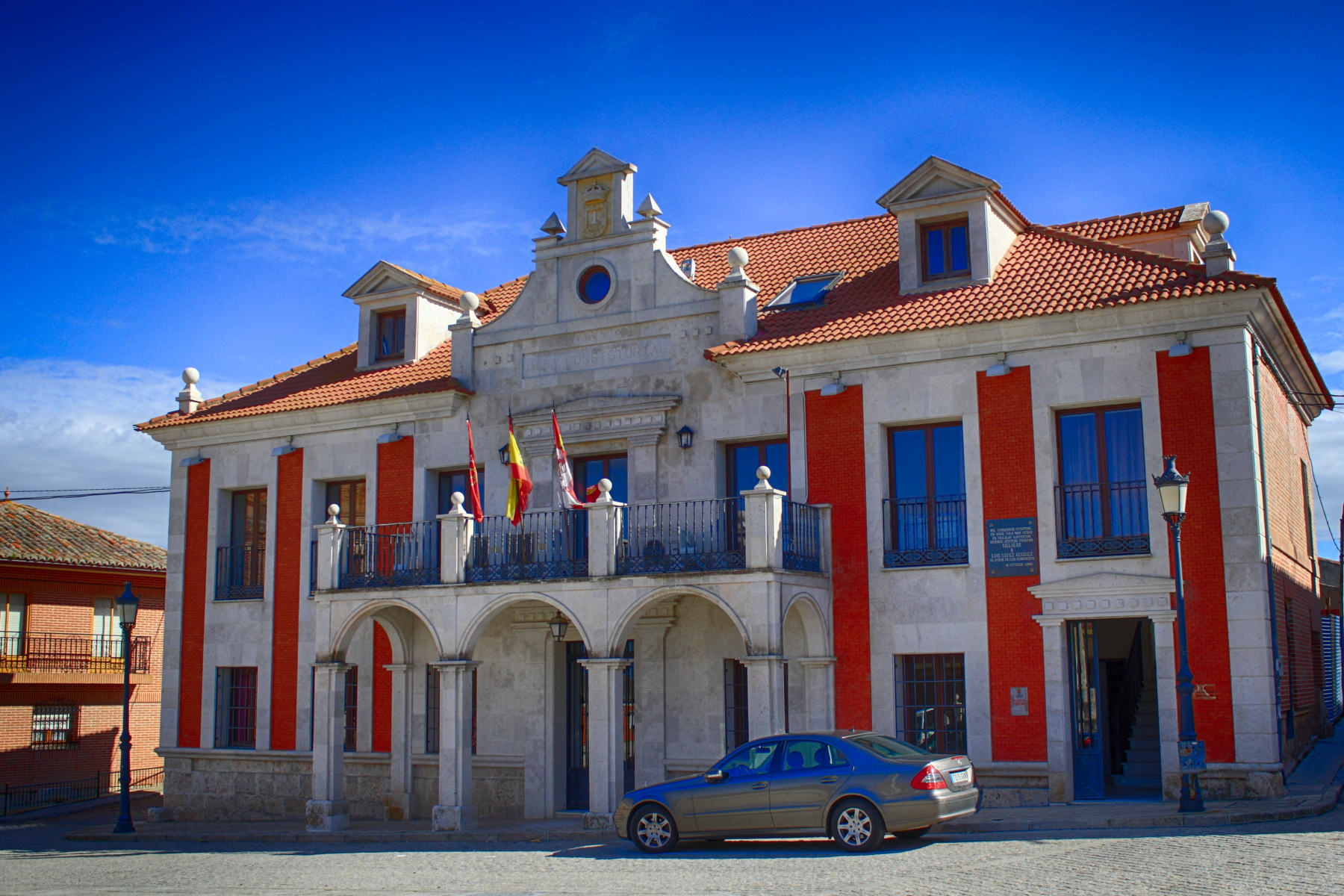
Casa consistorial

La alcaldía del ayuntamiento de Villalar de los Comuneros ha sido dirigida durante 52 años (1955-2007) por Félix Calvo Casasola, perteneciente en época franquista al partido FET y de las JONS, durante la Transición a la UCD y posteriormente al PP. Pasando posteriormente a formar parte de la oposición como concejal. En las elecciones de 2007 las elecciones fueron ganadas por el candidato del PSOE Pablo Villar Conde; en la actualidad la alcaldía reside en las manos de Luis Alonso Laguna de la candidatura IPV (Independientes Por Villalar).
Lista de alcaldes
| Periodo   | Nombre               | Partido                    |
| --------- | -------------------- | -------------------------- |
| 1979-1983 | Félix Calvo Casasola | UCD                        |
| 1983-1987 | Félix Calvo Casasola | AP-PDP-UL                  |
| 1987-1991 | Félix Calvo Casasola | AP                         |
| 1991-1995 | Félix Calvo Casasola | PP                         |
| 1995-1999 | Félix Calvo Casasola | PP                         |
| 1999-2003 | Félix Calvo Casasola | PP                         |
| 2003-2007 | Félix Calvo Casasola | PP                         |
| 2007-2011 | Pablo Villar Conde   | PSOE                       |
| 2011-2015 | Luis Alonso Laguna   | PSOE                       |
| 2015-2019 | Luis Alonso Laguna   | PSOE                       |
| 2019-2023 | Luis Alonso Laguna   | IPV (vinculado al PCAS-TC) |
| 2023-act. | Luis Alonso Laguna   | IPV (vinculado al PCAS-TC) |

## Cultura

### Patrimonio
Villalar de los Comuneros consta de dos iglesias, una de ellas ya en desuso, y de algunas casas relevantes.

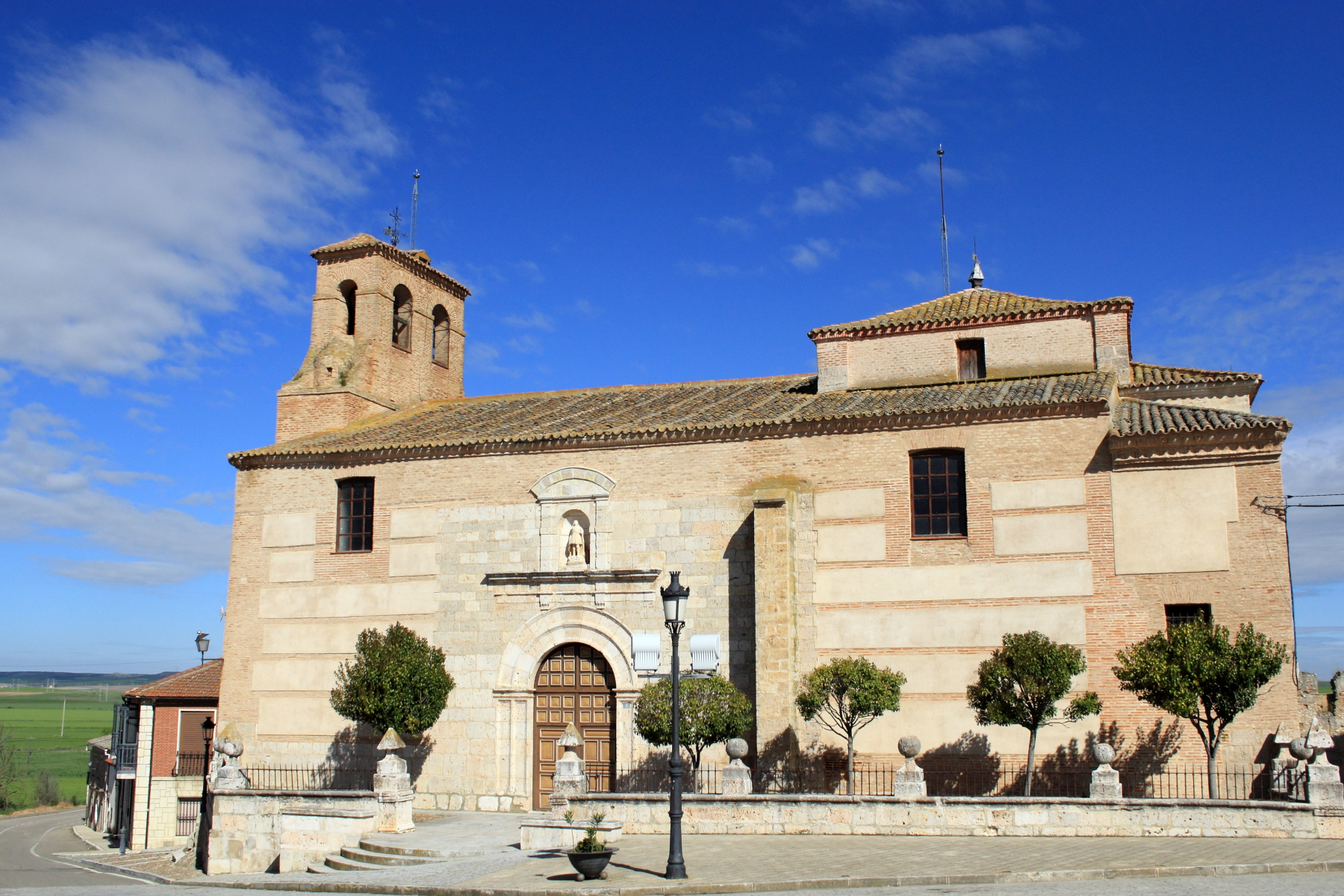
Iglesia de San Juan Bautista

- Iglesia parroquial de San Juan Bautista, comenzada a construir en el siglo XVI no se acabó hasta 100 años después. Está realizada en ladrillo y tapial y es un templo de los llamados "de salón" en estilo neoclásico. Consta de tres naves iguales en altura. La central se cubre con una bóveda de arista mientras que las otras dos laterales por bóvedas de cañón con lunetos transversales. La capilla mayor se cubre también con bóvedas de cañón y en el crucero una cúpula, con cimborio al exterior, que se alza sobre pechinas. En su interior tiene tres retablos neoclásicos y un órgano del siglo XVIII. En la sacristía hay un mueble cajonero tipo medieval datado en el siglo XVI. Hay también dos casullas de la misma época con bordados relevantes.

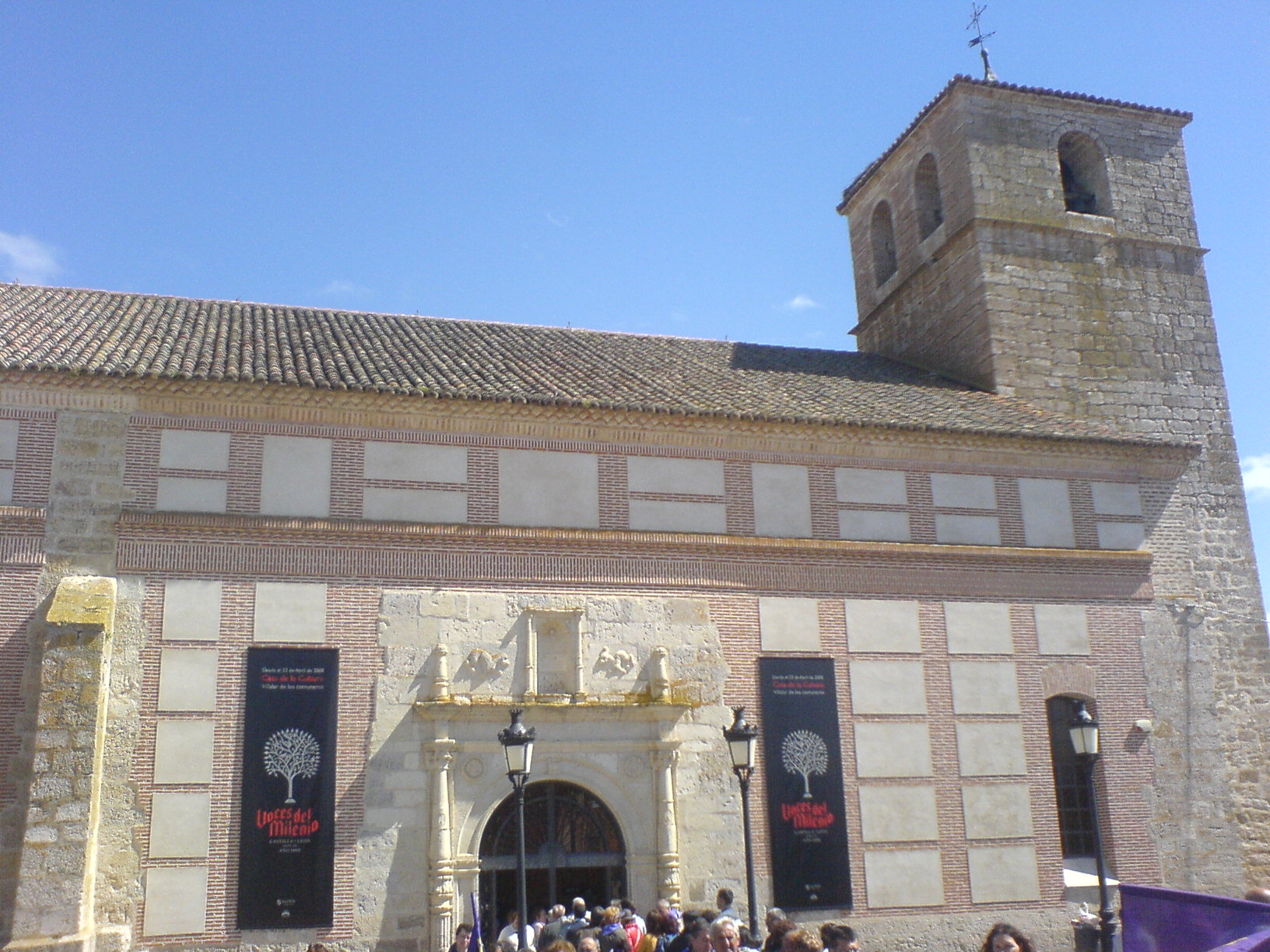
La antigua iglesia de Santa María, actual casa de cultura

- Iglesia de Santa María, de la misma época que la de San Juan Bautista se construyó en piedra y ladrillo. El retablo principal fue obra de Esteban de Rueda, del mismo solo queda una tabla que se halla en la iglesia de San José Obrero de Valladolid. Tenía tres naves separada por pilares en forma de cruz de los que apoyaban arcas de medio punto y rebajados. La planta era en forma de cruz que se cubría con bóveda de cañón y una cúpula rebajada sobre pechinas en el cruce. Esta iglesia fue reconstruida en 1990 para convertirla en casa de cultura. En esas obras se construyeron las cúpulas de nueva planta en hormigón. La entrada principal a la casa de cultura es la antigua puerta del templo consta de un arco de medio punto y columnas abalaustradas adosadas.

- Monolito en honor a los jefes comuneros. En mitad de la plaza del pueblo se levanta el monolito en honor y recuerdo de los jefes comuneros. Hecho en piedra, fue construido en 1889 y restaurado en 1992. Tiene una inscripción, la cual reza:

A la memoria de doña María Pacheco, Padilla, Bravo y Maldonado. L. P. F. Este obelisco se hizo por cuenta del ayuntamiento siendo alcalde don Fermín Vidal. Año de 1889.

 Colocado donde estaba el rollo de justicia en el que se ejecutó a los comuneros el 24 de abril de 1521 y del que queda la picota, que se puede contemplar en el interior del salón de actos del ayuntamiento.
- Monumento en recuerdo de la Batalla de Villalar, en el paraje del Puente del Fierro, lugar histórico donde aconteció la batalla, se levanta un monumento en recuerdo de los hechos históricos ocurridos allí. Este monumento fue construido en el año 2004, una placa con una frase extraída del poema de los Comuneros escrito por los Luis López Álvarez en los años 70 dice:

"Desde entonces Castilla no se ha vuelto a levantar"

En la plaza se puede observar una curiosa torre del reloj recientemente restaurada a la cual es posible subir para ver, desde su terraza, el pueblo y los campos que le rodean. En la calle del Oro hay dos casas relevantes, una de piedra de los siglos XVI y XVII que tiene tres escudos de armas y otra de ladrillo del siglo XVII con curiosos ventanales conopiales y cúpula.
La materia prima más utilizada para la construcción fue el adobe. Como muestra de arquitectura rural se pueden observar los palomares circulares construidos en adobe. Constan de dos paredes concéntricas, una exterior y otra interna donde se han excavados los nichos para que las palomas ubiquen su nido. En el patio que se forma en el centro de la construcción se solía poner agua y comida para las aves en invierno.

### Patrimonio inmaterial

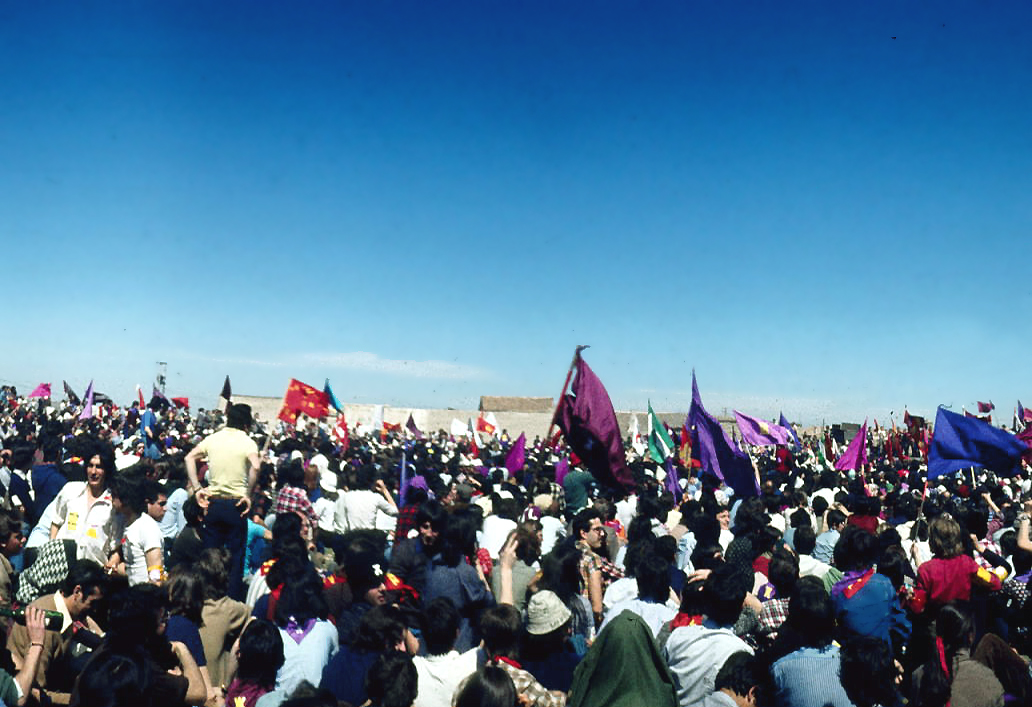
Villalar de los Comuneros, 23 de abril de 1977

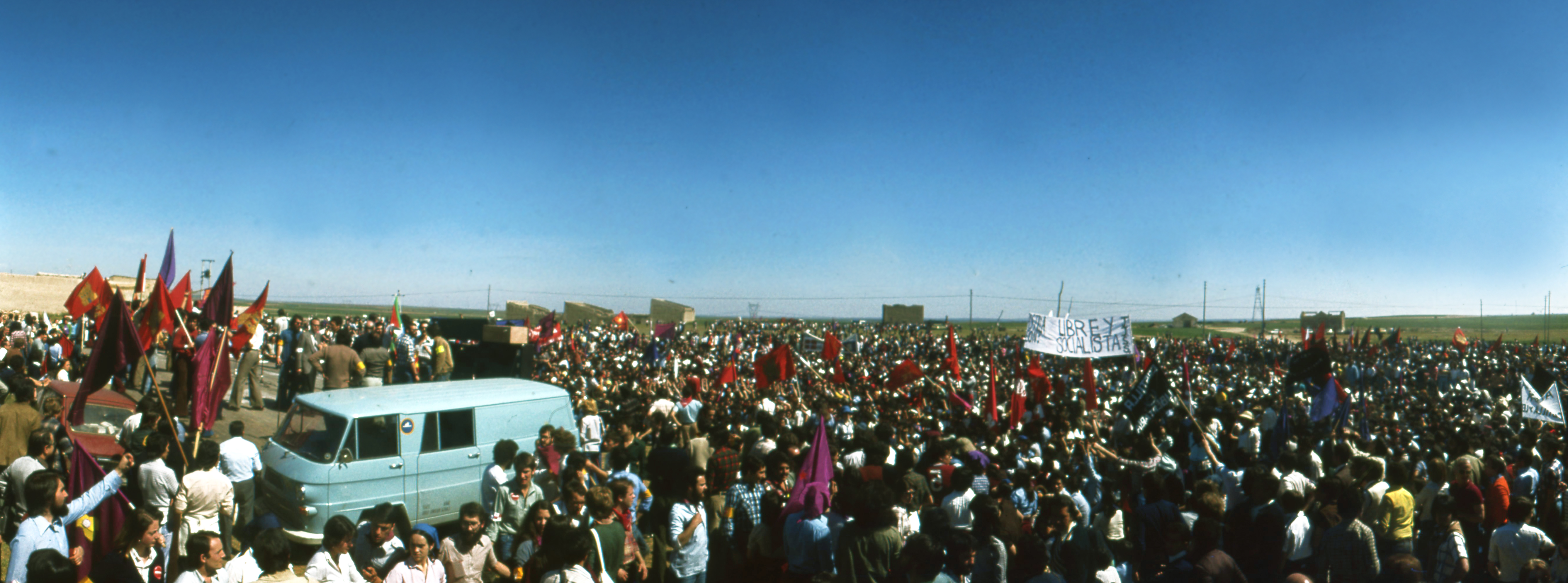
Villalar de los Comuneros, 23 de abril de 1977

La celebración del Día de los Comuneros (también llamado Día Nacional de Castilla por el castellanismo político) es la mayor celebración que se realiza en el pueblo. Esta fiesta tiene lugar el 23 de abril, y conmemora la derrota de los comuneros tras la batalla de Villalar, en 1521.
Villalar celebra sus fiestas grandes en honor a la Virgen y de San Roque cada 15 de agosto. En los actos festivos tienen gran relevancia los toros.
Se celebran también las fiestas de San Isidro, el 15 de mayo, en las que se bendicen los campos llevando en procesión al santo hasta la llamada era del fraile donde se realiza la bendición. Son importantes también los carnavales y el día de Santa Águeda.